# Municipio de Gagra
El municipio de Gagra (en georgiano: გაგრის მუნიციპალიტეტი; en abjasio: Гагра амуниципалитет) es un municipio de la República Autónoma de Abjasia de Georgia, aunque de facto se corresponde con el distrito de Gagra de la parcialmente reconocida República de Abjasia. El área total del municipio es 772 kilómetros cuadrados y su centro administrativo es Gagra. La población era 40.217, según el censo de 2011.

## Geografía
El municipio de Gagra está ubicado en el noroeste de Georgia y limita al norte con el Rusia y al sur con el municipio de Gudauta.
El municipio en su mayor parte es montañoso, con la excepción de las tierras bajas del río Bzipi en la parte sur, con numerosos montes como los montes de Gagra (donde está el monte Agepsta, el punto más alto con 3220 metros) y el macizo de Arabika entre otros. En la zona montañosa, hay lagos como el lago Ritsa. El río Psou sirve como frontera con el krai de Krasnodar, en Rusia. 

## Historia
Durante el conflicto de Sochi en 1918, la parte georgiana ocupó el territorio del distrito de Sochi hasta Tuapsé. En 1919, el ejército menchevique ruso bajo el mando de Antón Denikin pudo liberar el distrito de Sochi de las fuerzas georgianas. Durante algún tiempo, hubo una disputa sobre la demarcación de la frontera y, finalmente, sobre la base del tratado de Moscú firmado entre la Rusia soviética y la República Democrática de Georgia el 7 de mayo de 1920, la frontera se estableció en parte en el río Psou, y en parte en la franja de las montañas Ajachcha-Agapsti.
En 1921, se estableció el gobierno soviético en Abjasia y se declaró la República Socialista Soviética de Abjasia en su territorio dentro de las fronteras anteriores a 1904 del distrito de Sujumi. En 1922-1928, la RSS de Transcaucasia solicitó a la RSFSR, sobre la base del acuerdo de 1920, transferir la frontera al noroeste de la RASS de Abjasia al río Psou, lo que se llevó a cabo en 1929.
En octubre de 1930 se creó el distrito de Gagra. En 1963, el distrito de Gagra se fusionó con el distrito de Gudauta, pero en diciembre de 1964, el distrito de Gagra se volvió a separar del distrito de Gudauta.

## Política
Después de la guerra de Abjasia de 1992-1993, el gobierno de Georgia no controla el municipio de Gagra. Las autoridades de la autoproclamada república de Abjasia son quienes lo administran mediante el distrito de Gagra.

## División administrativa
El municipio consta de la capital municipal, Gagra, las ciudades de Pitsunda y Gantiadi, y los pueblos de Alajadzi, Baghnari, Bzipi, Jashupse, Jeivani, Jolodnaya Rechka, Koljida, Leselidze, Lidzava, Mejadiri y Mikelripshi.

## Demografía
El municipio de Gagra ha tenido una disminución de población desde 1989, teniendo hoy sobre el 50% de los habitantes de entonces.
| Población del municipio de Gagra                                       | Población del municipio de Gagra | Población del municipio de Gagra | Población del municipio de Gagra | Población del municipio de Gagra | Población del municipio de Gagra | Población del municipio de Gagra | Población del municipio de Gagra | Población del municipio de Gagra | Población del municipio de Gagra | Población del municipio de Gagra | Población del municipio de Gagra |
|                                                                        | 1897                             | 1922                             | 1926                             | 1939                             | 1959                             | 1970                             | 1979                             | 1989                             | 2003                             | 2011                             | 2020                             |
| ---------------------------------------------------------------------- | -------------------------------- | -------------------------------- | -------------------------------- | -------------------------------- | -------------------------------- | -------------------------------- | -------------------------------- | -------------------------------- | -------------------------------- | -------------------------------- | -------------------------------- |
| Municipio de Gagra                                                     | -                                | -                                | 9947                             | 39 501                           | 52 229                           | 67 451                           | 65 889                           | 77 079                           | 37 002                           | 40 217                           | 39 279                           |
| Ciudad de Gagra                                                        |                                  |                                  | 3656                             | 9808                             | 14 023                           | 23 025                           | 21 134                           | 24 061                           | 10 717                           | 12 364                           | 11 959                           |
| Datos: Estadística de población de Georgia desde 1897 hasta hoy. Nota: |                                  |                                  |                                  |                                  |                                  |                                  |                                  |                                  |                                  |                                  |                                  |

Tras la guerra en Abjasia se produjo un cambio drástico en la composición poblacional. Armenios, rusos y georgianos eran los grupos mayoritarios antes de la guerra y tras ella, pasaron a ser dominantes los abjasios y armenios, seguidos de lejos por rusos. Los georgianos pasaron de suponer el 25% de la población a un mínimo 2,5%; este fenómeno se denomina en muchas ocasiones como la limpieza étnica de georgianos en Abjasia.
|              | 1979      | 1979       | 2011      | 2011       |
| Grupo étnico | Población | Porcentaje | Población | Porcentaje |
| ------------ | --------- | ---------- | --------- | ---------- |
| Georgianos   | 16 770    | 25,5%      | 1003      | 2,5%       |
| Abjasios     | 5435      | 8,2%       | 15 482    | 38,5%      |
| Rusos        | 17 517    | 26,6%      | 6334      | 15,7%      |
| Ucranianos   | 2 198     | 3,3%       | 529       | 1,3%       |
| Armenios     | 20 904    | 31,7%      | 15 422    | 38,3%      |
| Griegos      | 752       | 1,1%       | 259       | 0,6%       |
| Total        | 65 889    | 100%       | 40 217    | 100%       |

Los abjasios forman una pequeña mayoría de la población, sobre todo centrada en centros urbanos como Gagra, Pitsunda o Bzipi. Los pueblos más rurales y cercanos a la frontera con Rusia tiene una población mayoritariamente armenia, como Jashupse, Mikelripshi, Mejadiri, Baghnari, Jeivani, Jolodnaya Rechka, Leselidze, Koljida, Gantiadi, o Alajadzi.

## Economía
El municipio tiene un alto potencial recreativo. En 1921, Gagra fue declarada balneario de importancia nacional en la URSS. El colapso de la URSS y la guerra entre Georgia y Abjasia tuvo un impacto negativo en la industria turística.

## Galería

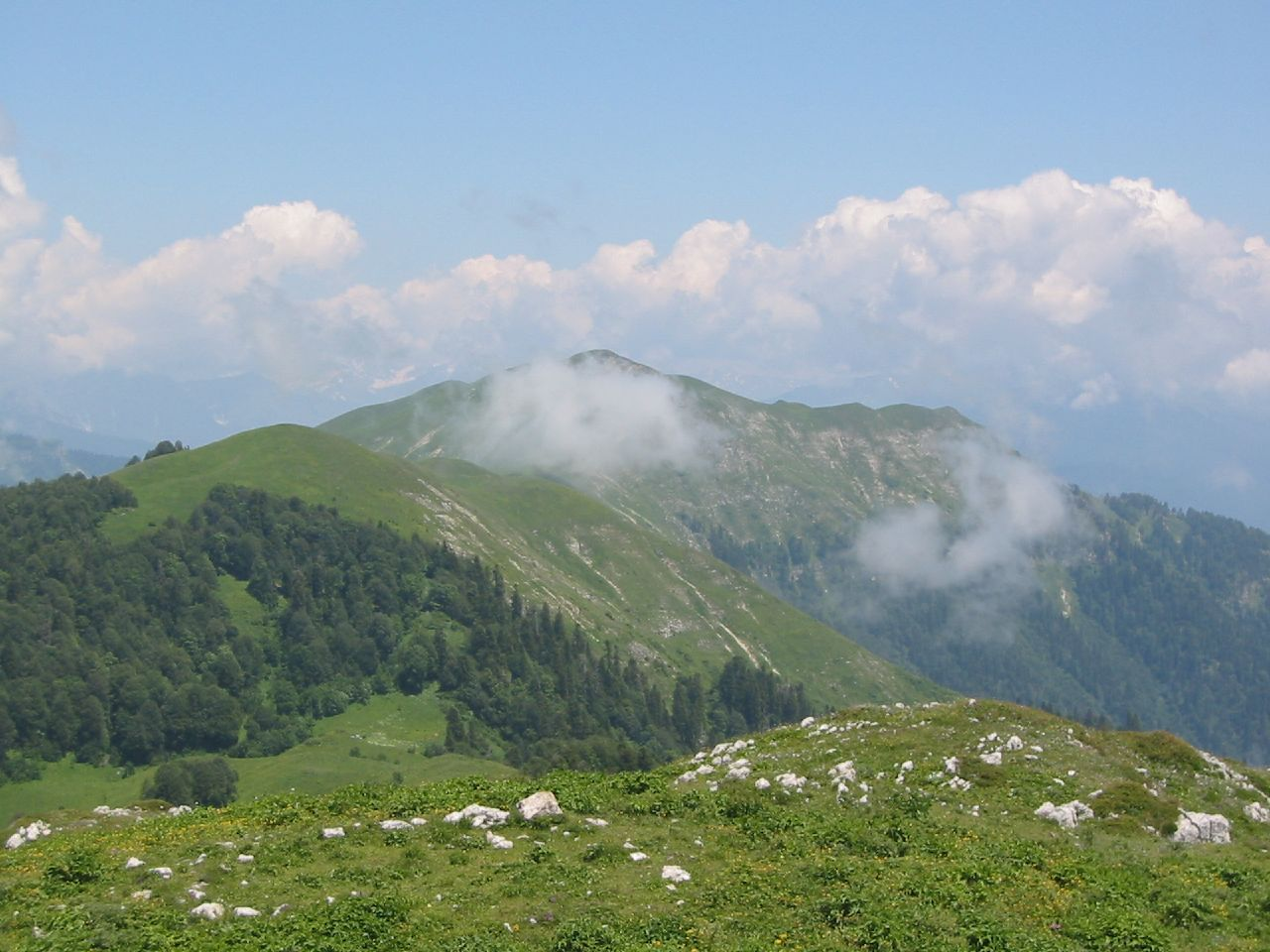
Montes de Gagra
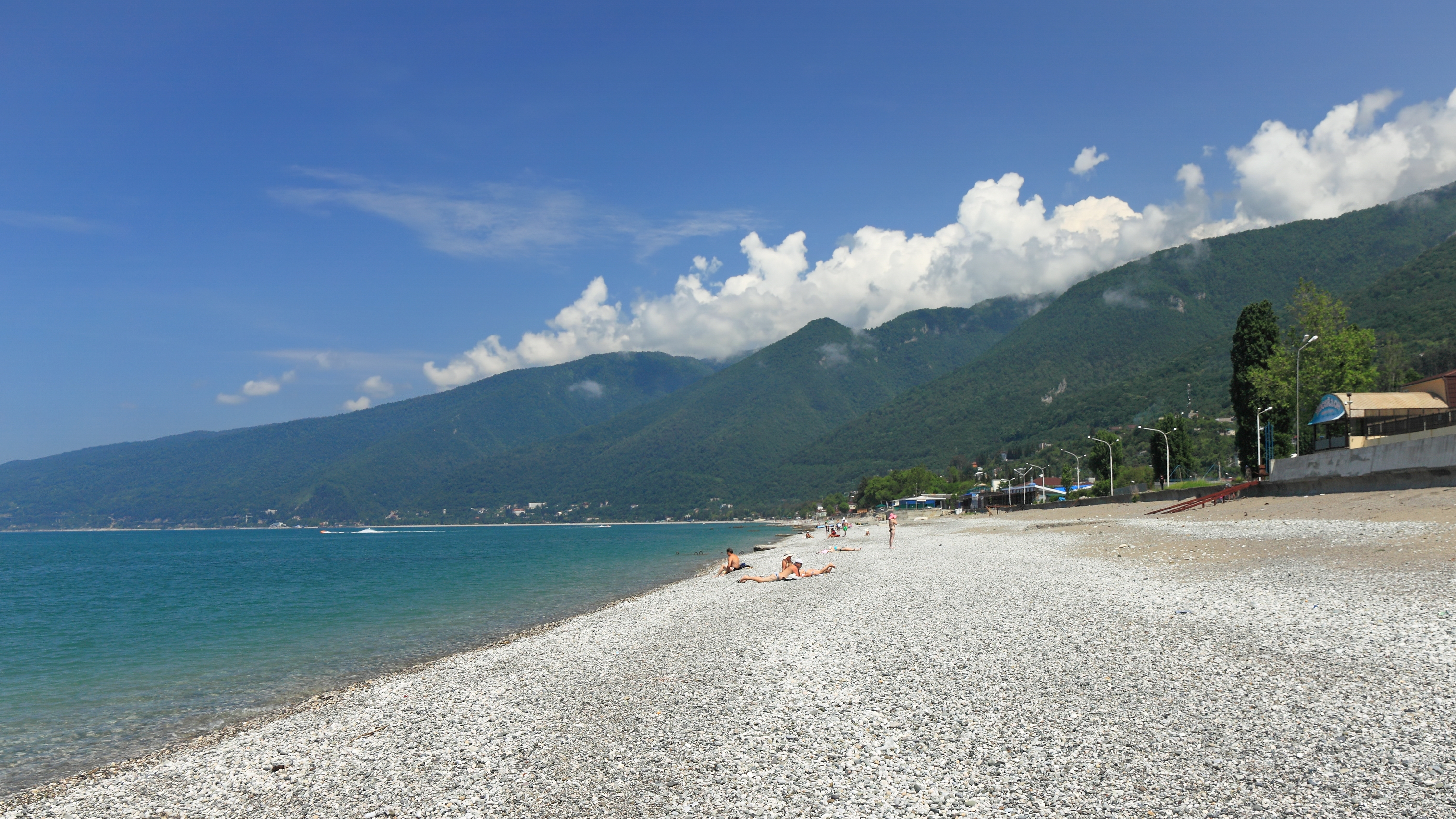
Playa en Gagra
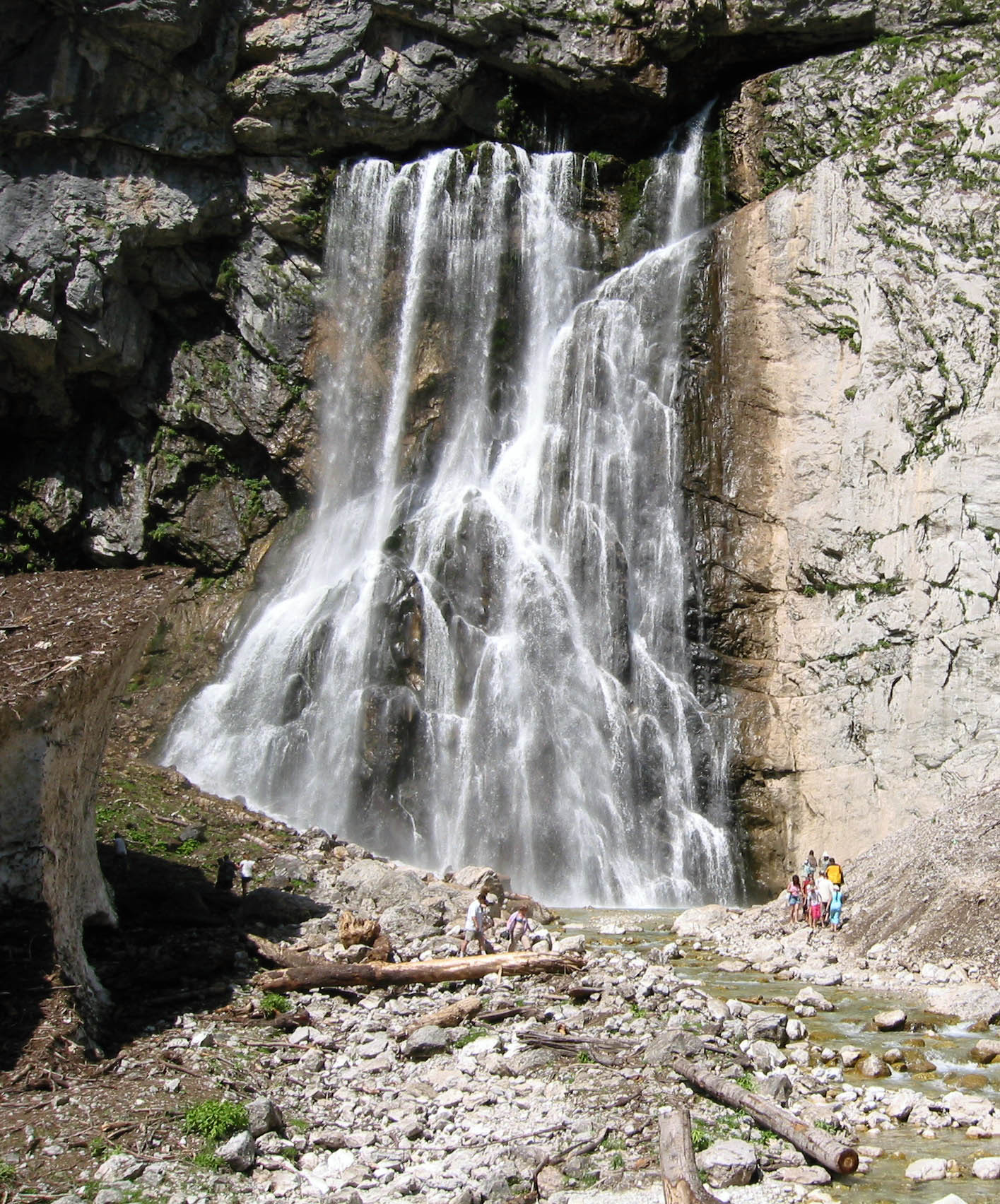
Cascada del río Gega
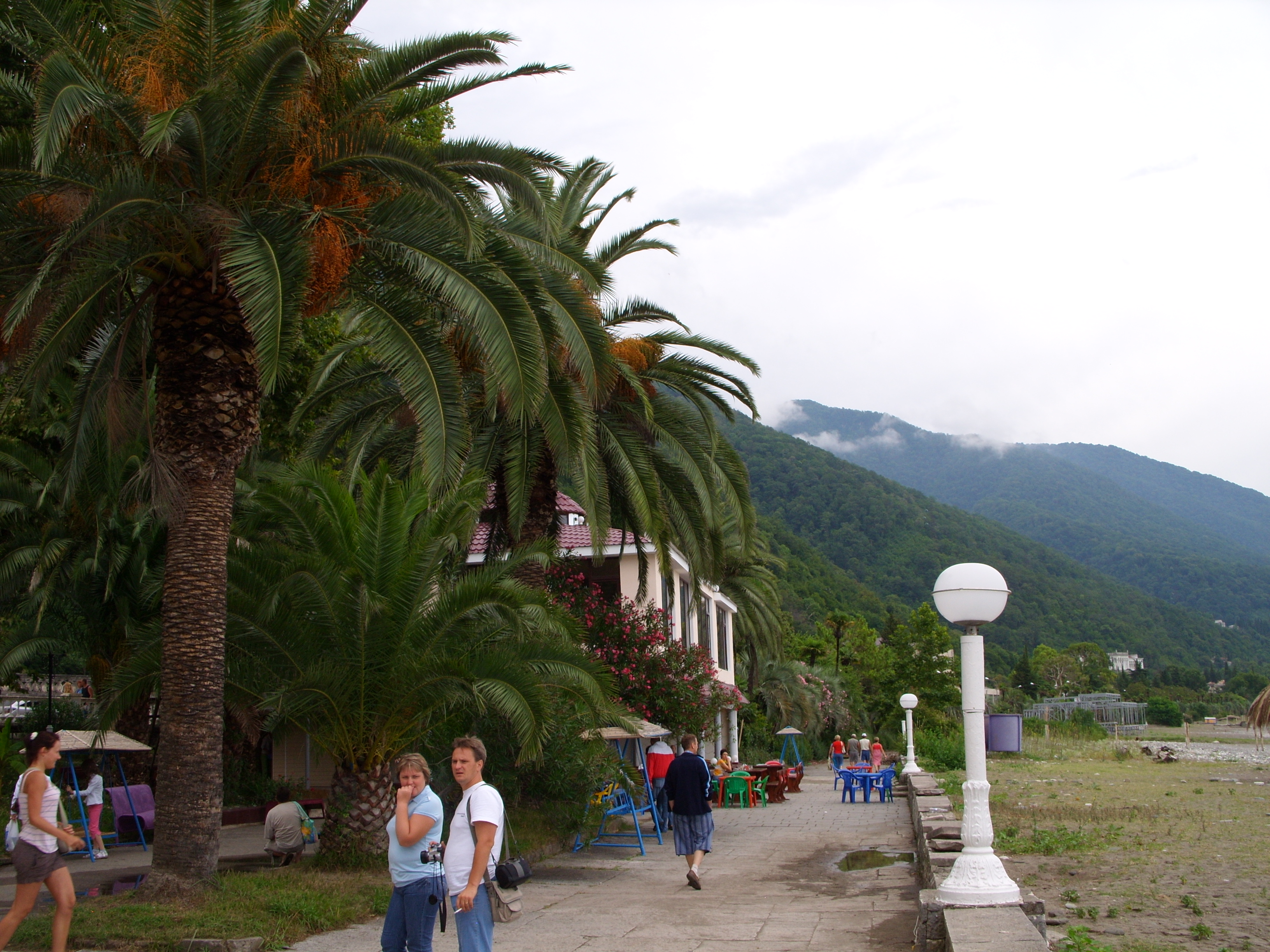
Paseo marítimo de Gagra
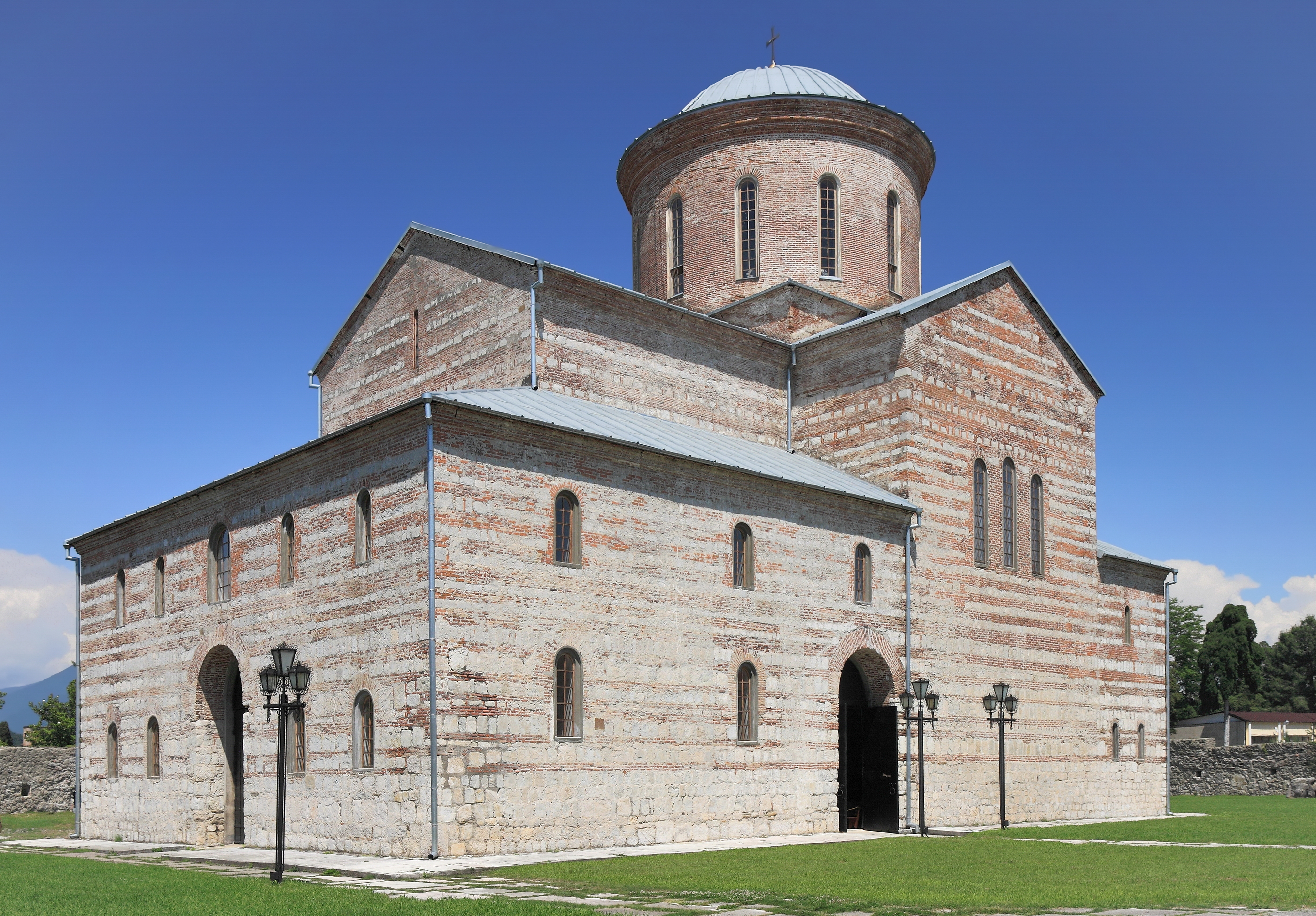
Catedral de Pitsunda-Bichvinta